# Торрачія
Торрачія (італ. Torraccia) — село в республіці Сан-Марино, яке територіально належить до муніципалітету Доманьяно.

## Географія
Знаходиться на сході Доманьяно на висоті 250–300 метрів над рівнем моря.
Жителів не більше 150, і немає комерційної діяльності.

## Історія
У Середні століття, в місцевості «Монтелупо», де зараз знаходиться невелика церква, була побудована башта лангобардів. Ця вежа зображена на гербі замку Доманьяно.

## Інфраструктура
В місцевості Монтелупо, існує злітно-посадкова смуга, протяжністю 500 метрів, та вертолітний майданчик Торрачії, який належить Аероклубу Сан-Марино. Громадяни, проте, виступають проти продовження траси ще на 400 метрів, щоб досягти всього 900–950 метрів. Також є аеропорт Сан-Марино зменшених розмірів.

## Події
В останні вихідні серпня у Торрачії святкують день свого села.
| Сан-Марино | Це незавершена стаття з географії Сан-Марино. Ви можете допомогти проєкту, виправивши або дописавши її. |